# Smith & Wesson AS
Smith & Wesson AS (Штурмовий дробовик) дробовик 12-калібру з перевідником вогню виробництва компанії Smith & Wesson. За конструкцією вона схожа на штурмову гвинтівку M16 і живиться з 10-зарядного магазина. AS був суперником дробовика Heckler & Koch HK CAWS.

## Історія
Дробовик розробили для участі у програмі армії США Система штурмової зброї ближнього бою у 1980-х. Дробовик мав стати суперником зброї Heckler & Koch HK CAWS. Випробування AS були не вдалими, а тому в 1985 році Smith & Wesson вирішили повністю припинити виробництво дробовиков оскільки вирішили, що вони не приносять прибуток кампанії.

## Конструкція
AS був схожий на штурмову гвинтівку M16 або будь-яку гвинтівку на базі гвинтівки AR-15, що давало можливість користувачам штурмової гвинтівки швидко освоїти нову зброю. УСМ було створено на основі короткої віддачі. Набої подавалися з 10-зарядного магазина.

## Набої
З AS можно було стріляти стандартними картечними набоями 12 калібру або спеціальними флешетними набоями 12 калібру.

## Варіанти
Дробовик мав 3 варіанти: AS-1, AS-2 та AS-3.
AS-1 мав самозарядний УСМ.
AS-2 міг стріляти чергами по три набої або у самозарядному режимі.
AS-3 міг стріляти чергами по три набої або у автоматичному режимі.